# Sowjetischer Ehrenfriedhof Schönebeck

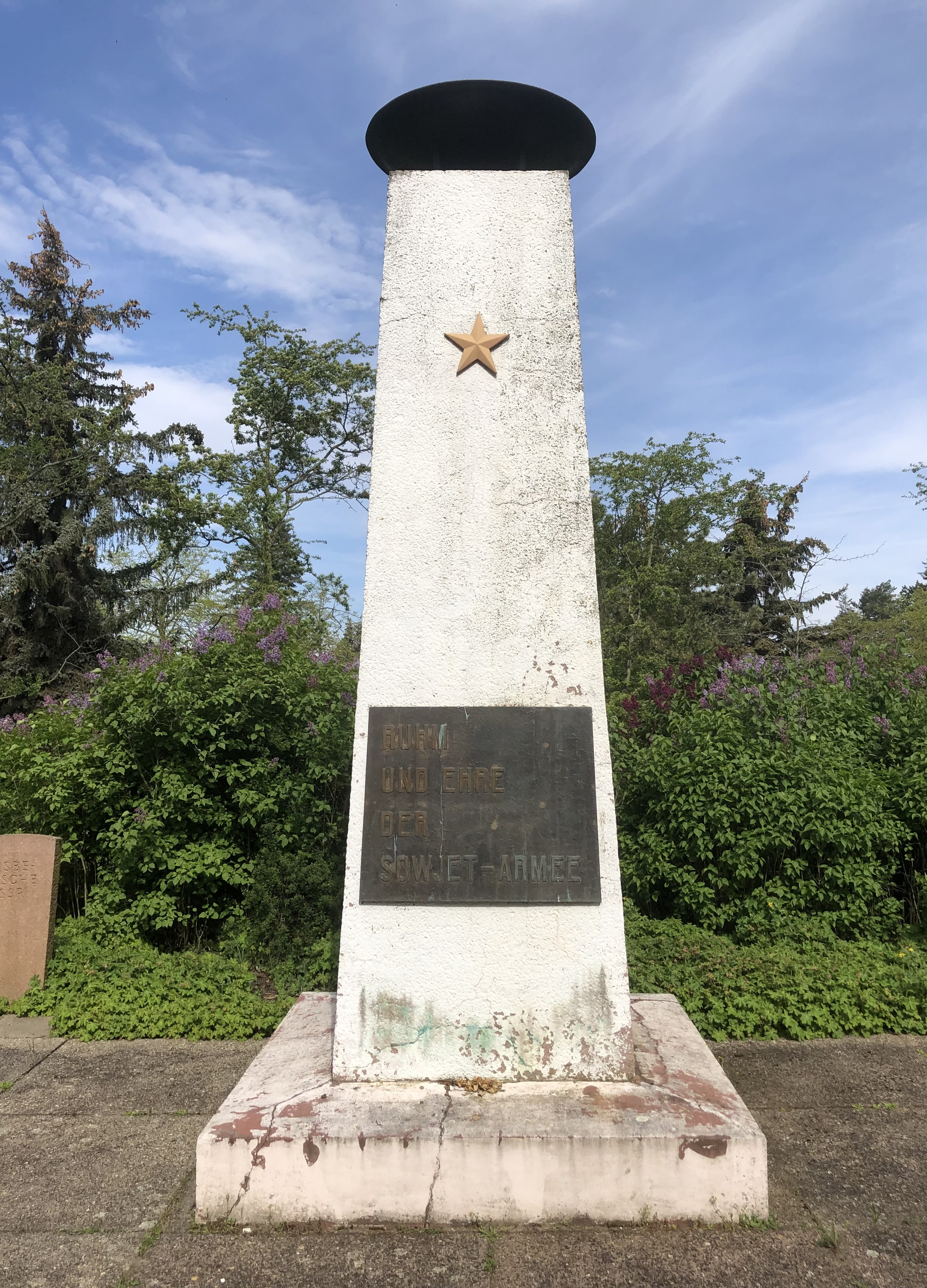
Sowjetisches Ehrenmal, 2023

Der Sowjetische Ehrenfriedhof Schönebeck ist ein denkmalgeschützter Friedhof in Schönebeck (Elbe) in Sachsen-Anhalt.

## Lage
Der Friedhof mitsamt Ehrenmal befindet sich im südöstlichen Teil des an der Barbarastraße gelegenen Ostfriedhofs Schönebecks.

## Gestaltung und Geschichte
Auf dem Friedhof sind im Zweiten Weltkrieg gefallene sowjetische Soldaten beigesetzt. Die heutige Gestaltung des Areals geht auf eine Umgestaltung im Jahr 1971 zurück.
In der Mitte der Anlage erhebt sich auf einem Sockel ein etwa sechs Meter hoher Obelisk mit quadratischem Grundriss. Er ist von einer Flammenschale bekrönt. Auf der nach Südosten weisenden Vorderseite befindet sich ein fünfzackiger roter Sowjetstern. Darunter befindet sich im unteren Teil des Obelisken eine Metalltafel mit der deutschsprachigen Inschrift.
RUHM

UND EHRE

DER

SOWJET-ARMEE
Hinter dem Obelisken befindet sich auf der linken Seite acht und auf der rechten Seite sieben Gedenksteine, auf denen jeweils in deutscher Sprache der Name einer der fünfzehn Sowjetrepubliken eingearbeitet ist, so dass das Ehrenmal der Angehörigen der verschiedenen Völker der Sowjetunion gedenkt. Von links nach rechts finden sich folgende Inschriften:
RSFSR; UKRAINISCHE SSR; BELORUSSISCHE SSR; ASERBAIDSHANISCHE SSR; ARMENISCHE SSR; GRUSINISCHE SSR; TURKMENISCHE SSR; USBEKISCHE SSR; TADSHIKISCHE SSR; KASACHISCHE SSR; KIRGISISCHE SSR; MOLDAUISCHE SSR; LITAUISCHE SSR; LETTISCHE SSR und ESTNISCHE SSR
Südöstlich der Anlage, auf der anderen Seite des Wegs, stehen zwei weitere Gedenksteine. Ein Stein wurde für zwei Bürger der Tschechoslowakei und fünf Menschen unbekannter Nationalität errichtet, der andere für 28 Polen, die in Schönebeck während der nationalsozialistischen Gewaltherrschaft ums Leben kamen.

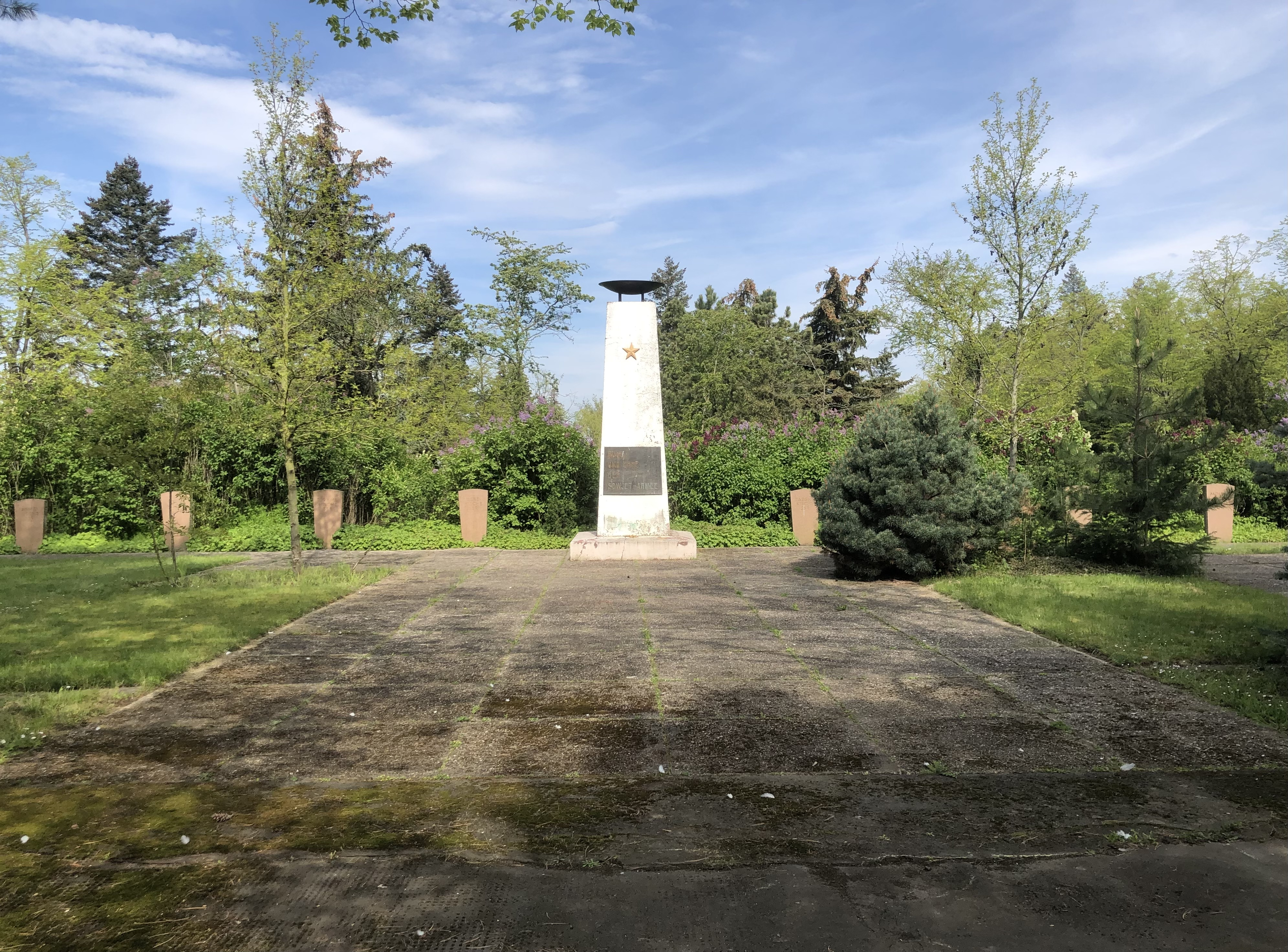
Blick von Südosten auf die Anlage
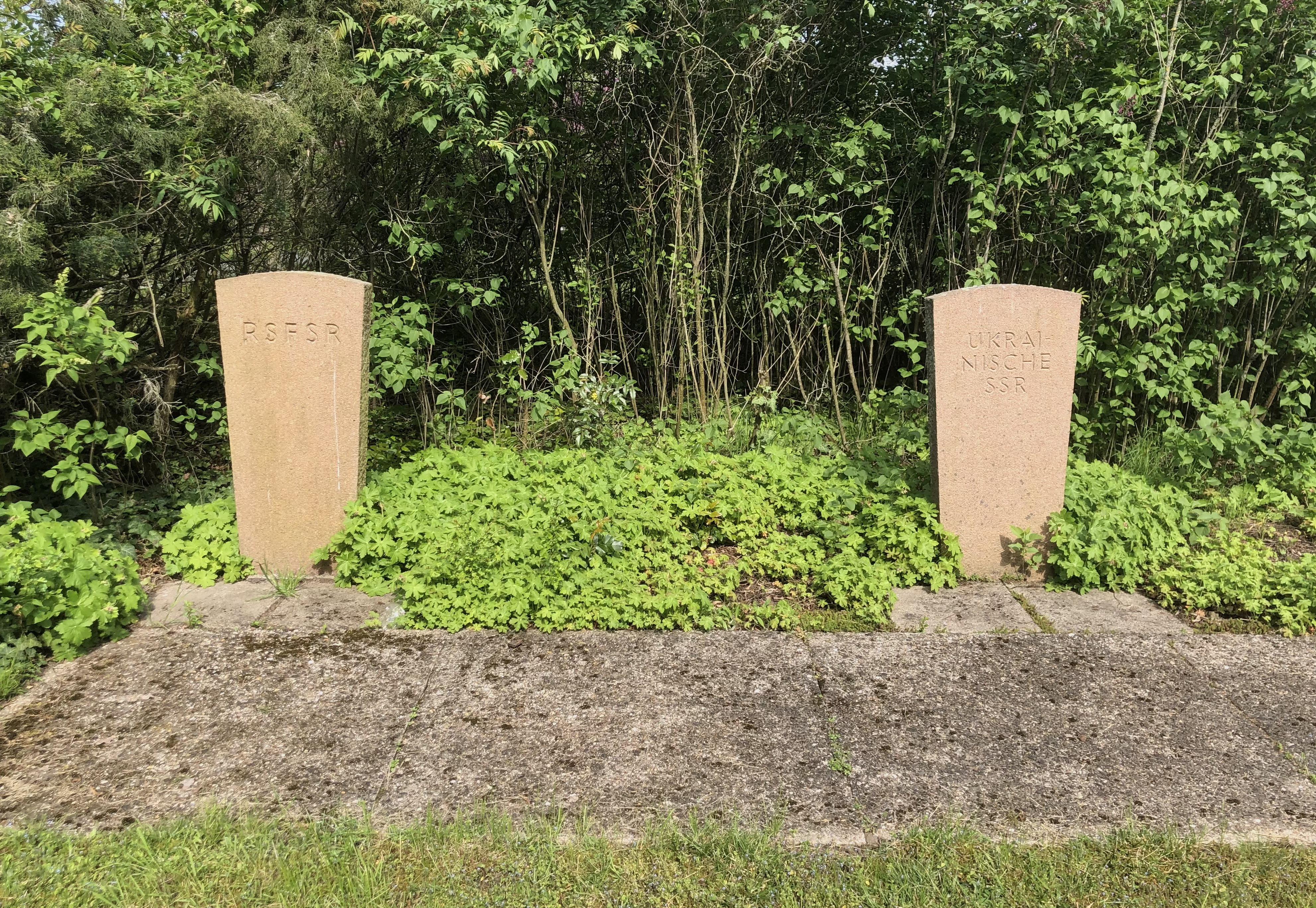
Nebeneinander stehende Gedenksteine der russischen und ukrainischen Sowjetrepublik, 2023
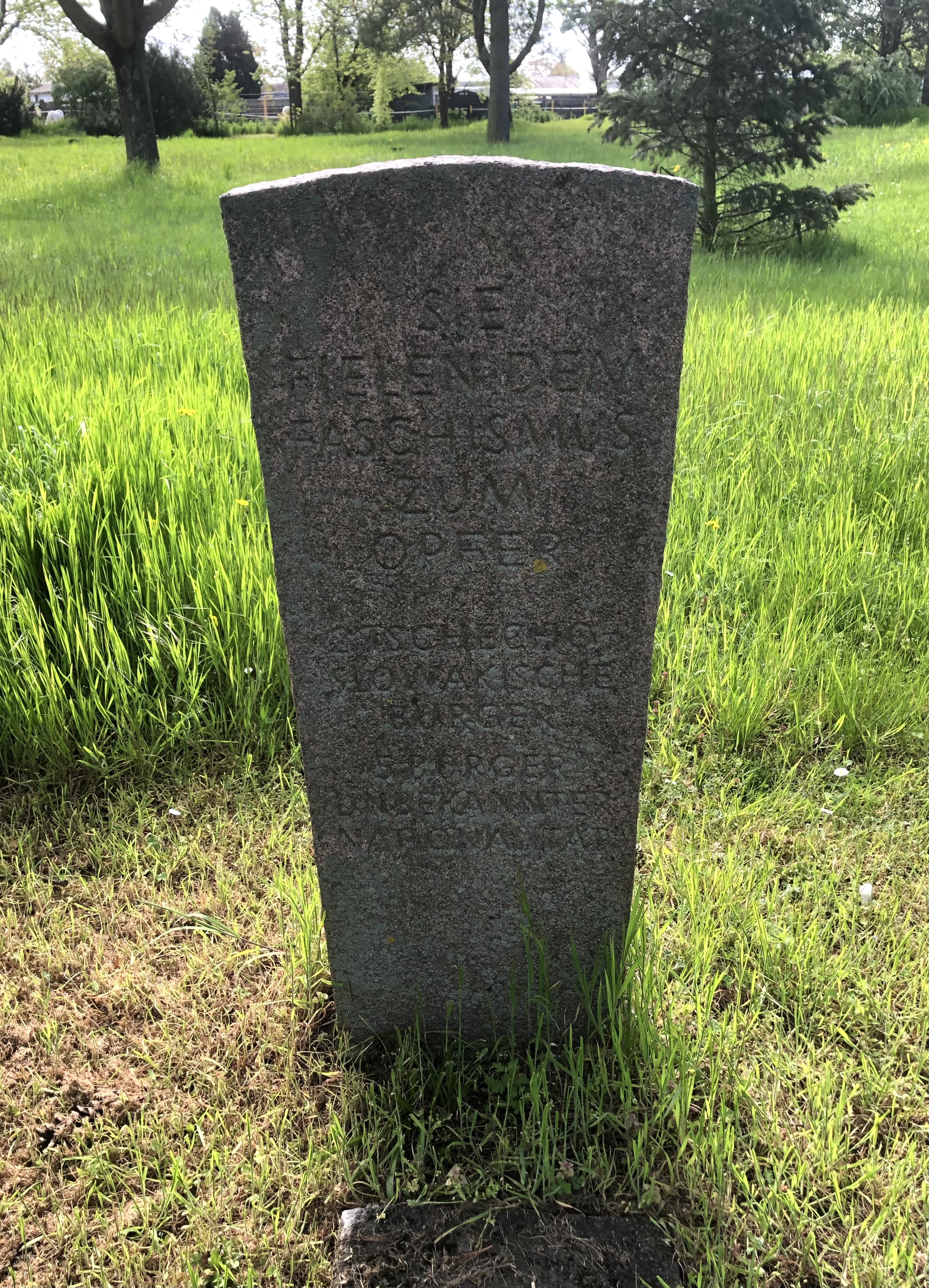
Gedenkstein für sieben Opfer des Faschismus

Der linke (nordöstliche) Gedenkstein trägt die Inschrift:
FIELEN DEM

FASCHISMUS

ZUM

OPFER
2 TSCHECHO-

SLOWAKISCHE

BÜRGER

5 BÜRGER

UNBEKANNTER

Der rechte Gedenkstein ist wie folgt beschriftet:
FIELEN DEM

FASCHISMUS

ZUM

OPFER
28 POLNISCHE

Im Denkmalverzeichnis des Landes Sachsen-Anhalt ist das Ehrenmal unter der Erfassungsnummer 094 60975 005 als Teilobjekt des Baudenkmals Ostfriedhof verzeichnet.